# فرودگاه بین‌المللی حلب
فرودگاه بین‌المللی حلب (به انگلیسی: Aleppo International Airport) یک فرودگاه همگانی و نظامی با کد یاتا ALP است که یک باند فرود آسفالت دارد و طول باند آن ۳۱۱۰ متر است. این فرودگاه در شهر حلب کشور سوریه قرار دارد و در ارتفاع ۳۸۹ متری از سطح دریا واقع شده‌است.

## بسته شدن فرودگاه
بروز درگیری میان نیروهای دولتی سوریه و شورشیان در روز سه شنبه 12 دی 1391 موجب بسته شدن این فرودگاه شد.
به گزارش سازمان دیدبان حقوق بشر سوریه، مستقر در بریتانیا، بسته شدن این فرودگاه در واپسین ساعات روز دوشنبه پس از آن صورت گرفت که شورشیان به پایگاه نظامی محافظ فرودگاه حلب حمله کردند.

## شرکت‌های هواپیمایی و مقصدهای پروازی[۲]
| شرکت‌های هواپیمایی | مقصدهای پروازی             |
| ----------------- | -------------------------- |
| هواپیمایی سوریه   | دمشق، ونوکووا (هر دو معلق) |